# Jiali Plaza

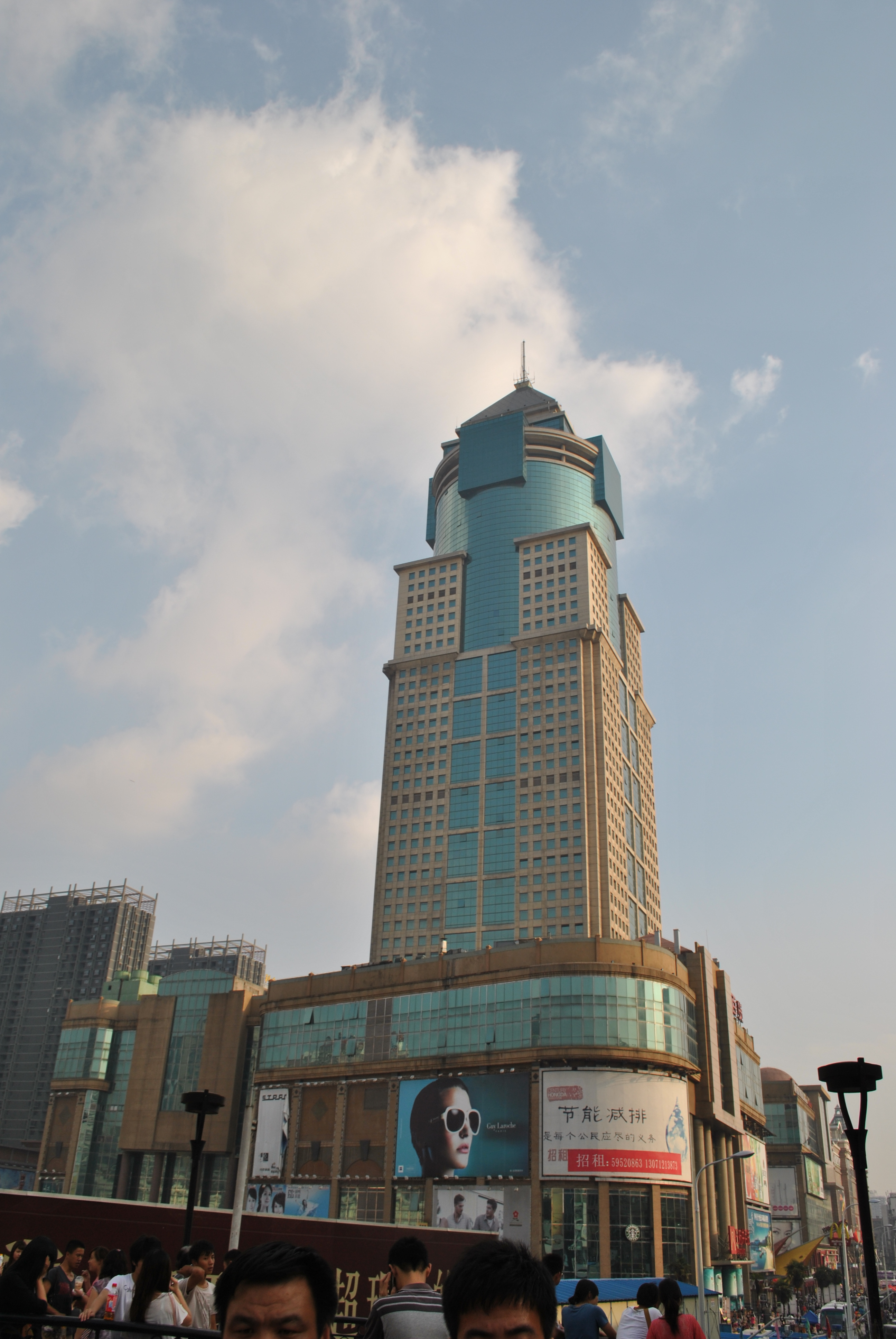
Jiali Plaza em Wuhan

Jiali Plaza é um dos arranha-céus mais altos do mundo, com 251 metros (823 ft). Edificado na cidade de Wuhan, China, foi concluído em 1997 com 61 andares.